# Austrjapyx
Austrjapyx es un género de Diplura en la familia Japygidae.

## Especies
- Austrjapyx aberrans Silvestri, 1948
- Austrjapyx autuorii Silvestri, 1948
- Austrjapyx barberoi Silvestri, 1948
- Austrjapyx bitancourtii Silvestri, 1948
- Austrjapyx chapecoi Smith & González, 1964
- Austrjapyx degradans Silvestri, 1948
- Austrjapyx descolei Silvestri, 1948
- Austrjapyx lilloi Silvestri, 1948
- Austrjapyx neotropicalis (Silvestri, 1902)
- Austrjapyx parvulus Silvestri, 1948
- Austrjapyx peluffoi Silvestri, 1948
- Austrjapyx rochalimai Silvestri, 1948
- Austrjapyx teutonius Smith & González, 1964
- Austrjapyx travassosi Silvestri, 1948